# جرج مارشال (کارگردان)
جرج مارشال (انگلیسی: George Marshall؛ ‏ ۲۹ دسامبر ۱۸۹۱ – ۱۷ فوریهٔ ۱۹۷۵) بازیگر، کارگردان، فیلم‌نامه‌نویس و تهیه‌کننده اهل ایالات متحده آمریکا بود.
از فیلم‌هایی که وی در آن نقش داشته است، می‌توان به مجلس رقص خدمتکاران، مخاطرات پائولین، دردسرهای ماهیگیری، زحمت را کم کن، اولین اشتباه آن‌ها و به طور کامل اشاره کرد.